# Orthotrichia angustella
Orthotrichia angustella – chruścik z rodziny Hydroptilidae.
Imagines złowione nad jez. Mezowo na Pojezierzu Pomorskim. Na Łotwie występuje w ciekach. Imagines łowiono nad dużym mezoeutroficznym jeziorem Esroom w Danii oraz jeziorem Balaton.
Występuje w Europie bez północno-wschodnich jej części, zasiedla potoki, rzeki i jeziora, limneksen, gatunek rzadki.